# Mikołaj Cegłowski
Mikołaj Tomasz Cegłowski (ur. 6 grudnia 1838 w Żelechowie, zm. 1940) – podporucznik weteran powstania styczniowego.

## Życiorys
Urodził się w rodzinie Piotra i Agnieszki z Sosnowskich. W wieku 19 lat ożenił się z Anielą Wagner. Mając 24 lata wstąpił do partii powstańczej kpt. Zdzisława Łaskiego na Lubelszczyźnie. Bił się pod Młynowem, Korytnicą i Piaskami Luterskimi. Później wstąpił do partii kosynierów Abramowicza.
Po odzyskaniu przez Polskę niepodległości (1918) w okresie II Rzeczypospolitej został awansowany do stopnia podporucznika weterana Wojska Polskiego. W 1930 roku został odznaczony Krzyżem Niepodległości z Mieczami. W 1932 zamieszkiwał w Żelechowie. W styczniu 1938 roku wraz z 50 weteranami oraz trzema weterankami (Marią Bentkowską, Marią Fabianowską i Lucyną Żukowską) został odznaczony Krzyżem Oficerskim Orderu Odrodzenia Polski. W 1938 roku mieszkał w Warszawie, w schronisku dla weteranów na Pradze. Tam 6 grudnia Oddział Warszawski PCK zorganizował uroczystość setnych urodzin weterana. Mikołaj miał sześciu synów i sześć córek. W 1938 roku żyło trzech synów i dwie córki. Jego wnukiem był między innymi ks. Aleksander Marian Cegłowski (1885-1952), proboszcz parafii w Prostyni.